# 레클리노모나스속

레클리노모나스속(Reclinomonas)은 작은 원생생물 속의 일종으로 박테리아를 먹이로 취한다.
엑스카바타 하위 분류군의 일종으로 분류한다.